# La Comédie de Dieu
Pour plus de détails, voir Fiche technique et Distribution.
La Comédie de Dieu (A Comédia de Deus) est un film portugais de João César Monteiro sorti en 1995.

## Synopsis
Éloge de la folie à travers les tribulations de M. Jean de Dieu, homme paisible et glacier de son état qui collectionne à ses moments perdus des poils pubiens féminins qu'il classe dans un précieux album qu'il appelle "le Livre des pensées".

## Fiche technique
- Titre original : A Comédia de Deus
- Dédicace : In memoriam Serge Daney
- Réalisation : João César Monteiro
- Scénario : João César Monteiro d'après le poème Um mover de olhos brando e piadoso de Luís Vaz de Camões
- Image : Mario Barroso
- Son : Rolly Belhassen
- Décors : Emmanuel de Chauvigny
- Costumes : Matilde Matos
- Montage : Carla Bogalheiro
- Musique : Monteverdi, Haydn, Wagner, Johann Strauss I, Johann Strauss II, Quím Barreiros
- Production : Joaquim Pinto, Martine Marignac, Pierre Grise, La Sept, Mikado Films, Zentropa Production, G.E.R.
- Durée : 163 min
- couleurs
- Année : 1995

## Distribution
- Claudia Teixeira : Joaninha
- João César alias Max Monteiro : Jean de Dieu
- Raquel Ascensão : Rosarinho
- Manuela de Freitas : Judite
- Jean Douchet : Antoine Doinel

## Distinctions
- Prix de l'Âge d'or 1996